# Tatzac e Senac
Taxat-Senat és un municipi francès, situat al departament de l'Alier i a la regió d'Alvèrnia-Roine-Alps. L'any 2007 tenia 227 habitants.

## Demografia

### Població
El 2007 la població de fet de Taxat-Senat era de 227 persones. Hi havia 88 famílies de les quals 16 eren unipersonals (12 homes vivint sols i 4 dones vivint soles), 44 parelles sense fills i 28 parelles amb fills.
La població ha evolucionat segons el següent gràfic:
Habitants censats

### Habitatges
El 2007 hi havia 125 habitatges, 91 eren l'habitatge principal de la família, 16 eren segones residències i 18 estaven desocupats. 121 eren cases i 2 eren apartaments. Dels 91 habitatges principals, 70 estaven ocupats pels seus propietaris, 14 estaven llogats i ocupats pels llogaters i 7 estaven cedits a títol gratuït; 6 tenien dues cambres, 18 en tenien tres, 20 en tenien quatre i 47 en tenien cinc o més. 74 habitatges disposaven pel capbaix d'una plaça de pàrquing. A 32 habitatges hi havia un automòbil i a 51 n'hi havia dos o més.

### Piràmide de població
La piràmide de població per edats i sexe el 2009 era:
| Homes | Edats   | Dones |
| ----- | ------- | ----- |
| 0     | 95 o +  | 0     |
| 0     | 90 a 94 | 4     |
| 4     | 85 a 89 | 4     |
| 4     | 80 a 84 | 0     |
| 12    | 75 a 79 | 16    |
| 4     | 70 a 74 | 0     |
| 20    | 65 a 69 | 12    |
| 8     | 60 a 64 | 4     |
| 4     | 55 a 59 | 4     |
| 12    | 50 a 54 | 12    |
| 12    | 45 a 49 | 0     |
| 12    | 40 a 44 | 16    |
| 0     | 35 a 39 | 0     |
| 4     | 30 a 34 | 0     |
| 4     | 25 a 29 | 0     |
| 8     | 20 a 24 | 0     |
| 4     | 15 a 19 | 4     |
| 0     | 10 a 14 | 8     |
| 4     | 5 a 9   | 0     |
| 0     | 0 a 4   | 0     |

## Economia
El 2007 la població en edat de treballar era de 120 persones, 96 eren actives i 24 eren inactives. De les 96 persones actives 92 estaven ocupades (49 homes i 43 dones) i 4 estaven aturades (1 home i 3 dones). De les 24 persones inactives 8 estaven jubilades, 6 estaven estudiant i 10 estaven classificades com a «altres inactius».

### Ingressos
El 2009 a Taxat-Senat hi havia 84 unitats fiscals que integraven 218 persones, la mediana anual d'ingressos fiscals per persona era de 16.102,5 €.

### Activitats econòmiques
Dels 12 establiments que hi havia el 2007, 1 era d'una empresa alimentària, 1 d'una empresa de fabricació d'altres productes industrials, 1 d'una empresa de construcció, 2 d'empreses de comerç i reparació d'automòbils, 1 d'una empresa d'hostatgeria i restauració i 6 d'empreses de serveis.
L'únic servei als particulars que hi havia el 2009 era un paleta.
L'any 2000 a Taxat-Senat hi havia 22 explotacions agrícoles que ocupaven un total de 1.274 hectàrees.

## Poblacions més properes
El següent diagrama mostra les poblacions més properes.